# Miss
Miss (pronuncia inglese /mɪs/) è un titolo onorifico della lingua inglese usato tipicamente per una ragazza, per una donna nubile (nel caso non utilizzi un altro titolo come Dr – "dottoressa" – o Dame – "dama") o per una donna sposata che conserva il suo nome da nubile. Originatosi nel XVII secolo, è una contrazione di mistress. Il plurale di Miss è Misses, od occasionalmente Mses.

## Utilizzo
Quando è usato come titolo, Miss viene anteposto al nome completo oppure al solo cognome.
Come appellativo, Miss usato da solo può essere un modo educato e formale di rivolgersi direttamente a una donna giovane e/o nubile. Nelle scuole australiane, britanniche e irlandesi è spesso utilizzato dagli alunni per rivolgersi a una qualsiasi insegnante donna.

## Storia

### Origini
Come Ms e Mrs, Miss ha le sue radici nel titolo Mistress, ed era inizialmente un titolo dato in primo luogo a bambine piuttosto che a persone adulte. Durante il Settecento, il suo uso si estese fino a comprendere donne adulte. Il titolo ebbe successo come un modo educato di rivolgersi alle donne, in un modo che rispecchiava i mutamenti nelle norme sociali e nelle distinzioni di classe. In precedenza, riferirsi ad una donna adulta come Miss avrebbe potuto connotarla come prostituta.

### Evoluzione dei significati e dell'uso
I significati di Miss e Mrs hanno subito delle modifiche nel corso del tempo. Storicamente, questi titoli non indicavano esclusivamente lo stato civile. Anche dopo l'adozione di Miss da parte di molte donne nubili adulte nell'Inghilterra del XVIII secolo, Mrs continuò a denotare un ruolo sociale o commerciale, piuttosto che il mero stato civile, e questo almeno fino alla metà dell'Ottocento.

### Discriminazione razziale
In passato, negli Stati Uniti meridionali, capitava frequentemente che alle donne di colore venissero negati gli appellativi "Miss" o "Mrs.". Mary Hamilton, una dimostrante per i diritti civili arrestata nel 1963 a Gadsden in Alabama, rifiutò di rispondere all'inquirente in una successiva udienza finché questi non avesse smesso di chiamarla "Mary", chiedendo di essere invece chiamata "Miss Hamilton". Fu poi incarcerata per oltraggio alla corte, dopo aver rifiutato di pagare una multa. Ciò portò alla causa Hamilton v. Alabama, 376 U.S. 650 (1964), presentata alla Corte Suprema degli Stati Uniti, che stabilì che a Mary Hamilton spettassero le stesse forme di cortesia che negli stati del sud erano solitamente attribuite solo alle persone bianche e che chiamare una persona nera col suo nome di battesimo in un contesto formale fosse "una forma di discriminazione razziale."